# Galeria Givon
Galeria Sztuki Givon (hebr. ‏גלריה גבעון‎; ang. The Art Gallery Givon) – galeria sztuki położona w osiedlu Centrum Tel Awiwu w Tel Awiwie, w Izraelu.

## Historia
Galeria została założona w 1974 przez Sam Givona na ulicy Gordona w Tel Awiwie. Obecnie jest własnością Naomi Givon.
W 2000 wystawa zatytułowana „Galeria Sam Givon” została wyróżniona doroczną nagrodą przyznawaną przez Muzeum Sztuki Tel Awiwu.

## Zbiory galerii
W galerii znajduje się ekspozycja sztuki współczesnej licznych izraelskich artystów: Raffi Lavie, Moshe Gershuni, Yair Garbuz i inni.